# Kunzea salina
Kunzea salina là một loài thực vật có hoa trong Họ Đào kim nương. Loài này được Trudgen & Keighery mô tả khoa học đầu tiên năm 1983.
Loài này lần đầu tiên được Malcolm Trudgen và Greg Keighery mô tả chính thức vào năm 1983, với danh pháp Angasomyrtus salina. Tên chi Angasomyrtus được đặt theo tên của người đồng phát hiện, Angas Hopkins, người được biết đến với công trình nghiên cứu về sinh thái và bảo tồn hệ thực vật Tây Úc và danh pháp loài (salina) đề cập đến môi trường sống nước mặn của chúng.
Sau khi phân tích phát sinh loài về trình tự DNA, Peter de Lange và Hellmut Toelken đổi tên loài này thành Kunzea salina.